# شوقي شعث
 شوقي شعث (1937- 2009) باحث تاريخي وعالم آثار فلسطيني، ولد في بئر السبع في فلسطين وتوفي في دولة الإمارات العربية المتحدة.

## النشأة والتعليم
نشأ وأتم تعليمه العام في مدينة خان يونس، ثم انتقل إلى سوريا والتحق بكلية الآداب قسم التاريخ بجامعة دمشق
وحصل على الليسانس بدرجة جيد عام (1959)، ثم حصل على دبلوم الدراسات العليا بدرجة جيد جدا بالتاريخ القديم من نفس الجامعة وبعد فترة التحق بجامعة روما، وحصل على درجة الدكتوراة بدرجة ممتازة مع الثناء في الآثار الشرقية عام (1973).
أمضى مدة عام للتدريب على صيانة الممتلكات الثقافية بالمركز الدولي بروما وحصل بنهايتها على شهادة مع الثناء في اختصاص الترميم.
وأمضى في عام (1975) مدة أربعة أشهر دورة تدريبية في علوم الترميم بالمركز الدولي بروما وفي عام (1980)، تابع دورة في يوغسلافيا حول إنقاذ المباني التاريخية في المناطق الزلزالية بإشراف المركز الدولي بروما، كما تابع دورة على استخدام التقنيات الحديثة في مجال التنقيب الأثري في مؤسسة ليرتس بروما، كما سبق له أن تابع دورات تدريبية بالمديرية العامة للآثار والمتاحف السورية في طرق عرض المتاحف وإدارتها.

## الوظائف التي شغلها
- أمين متحف طرطوس.
- مفتش للآثار بمحافظتي اللاذقية وطرطوس المنطقة الساحلية.
- مفتش للآثار في محافظتي دير الزور والحسكة المنطقة الشرقية.
- مفتش للآثار في محافظتي حلب وإدلب المنطقة الشمالية.
- عمل مديرا للآثار والمتاحف للمنطقة الشمالية من سوريا (محافظات حلب، وإدلب، والرقة، ودير الزور، والحسكة).
- أميناً رئيساً للمتحف الوطني بحلب، ويضم متحف الآثار الشرقية القديمة، متحف الآثار الكلاسيكية، متحف الآثار الإسلامية، ومتحف الفن الحديث.
- أستاذ محاضر بجامعة حلب (كلية الآداب وكلية العمارة ومعهد التراث العربي العلمي).
- أستاذ مشارك في جامعة ذمار باليمن في قسم الآثار والمتاحف.

## أدار عدة بعثات لتنقيب الأثري منها
- البعثة الأثرية في تل الفري بحوض الفرات بمحافظة الرقة.
- البعثة الأثرية السورية في تل دينيت- محافظة إدلب
- البعثة الأثرية العاملة في إيمار- بالس- مسكنة- محافظة حلب.
- أشرف على عدة بعثات تنقيبات أثريه عرضيه باسم مديرية الآثار بسورية.
- شارك في الحملة الدولية لإنقاذ أثار حوض الفرات، تنقيبات أثرية في تل الفري.
- عمل مستشارا لدائرة التربية والتعليم العالي بمنظمة التحرير الفلسطينية.
- عمل خبيراً للتراث في المنظمة العربية للتربية والثقافة والعلوم.
- عضو في المجلس الأعلى لرعاية الآداب والعلوم والفنون الفلسطيني.
- رأس الجمعية التاريخية الفلسطينية في إطار منظمة التحرير الفلسطينية.
- أسس مركز الآثار والتراث الفلسطيني بدمشق وأداره بإشراف دائرة الإعلام والثقافة الفلسطينية.
- خبير للتنقيب الأثري في إطار البعثة الأثرية العربية بدولة البحرين.
- عضو في الأيكوم (مجلس المتاحف الدولي) سابقا.
- عضو بالمجلس الدولي للمباني والمواقع الأثرية (الايكوموس).
- عضو في مركز ترميم وصيانة وتوثيق مدينة القدس الشريف التابع لجامعة الدول العربية سابقا.
- عضو في اتحاد المؤرخين العرب.
- عضو في اتحاد المترجمين العرب.
- عضو في اللجنة الدولية لحماية التراث الإسلامي الحضاري سابقا ومقرها استانبول.
- عضو في الجمعية العالمية لحماية التراث الفلسطيني ودراسته ونشره سابقا ومقرها باريس.
- عضو في الجمعية الألمانية للدراسات الشرقية ومقرها برلين.
- عضو في المركز الاستشاري الدولي في كمبردج للتوثيق ومقره إنجلترا.
- عضو اتحاد الكتاب العرب.
- عضو اتحاد الكتاب الفلسطيني.
- عضو اتحاد الأثريين العرب.

## مؤلفاته
- حلب تاريخها ومعالمها التاريخية (طبعة أولى ثم ثانية مزيدة ومنقحة وكلتاهما عن جامعة حلب.
- قلعة حلب ومعالمها الأثرية، المديرية العامة للآثار والمتاحف.
- قلعة حلب (مطول) دار القلم العربي حلب.
- القدس الشريف - المنظمة الإسلامية للتربية والثقافة والعلوم.
- قلعة سمعان -المديرية العامة للآثار وترجم إلى اللغات الإنجليزية والفرنسية الإيطالية والألمانية.
- قلعة حلب. ترجم إلى اللغتين الإنجليزية والإيطالية. دار القلم العربي 1990.
- فلسطين أرض الحضارات. الرائد، دمشق.
- حلب في كتب البلدانيين العرب (مشاركة) دمشق.
- القدس العربية الإسلامية، دائرة الإعلام والثقافة الشارقة 2001.
- المتاحف في العالم العربي، دائرة الإعلام والثقافة الشارقة 2002.

### الأعمال المحققه
- كنوز الذهب في تاريخ حلب، سبط بن العجمي، مجلدان (مشاركة) دار القلم العربي - حلب.
- تحف الأبناء في تاريخ حلب الشهباء، تيودور بيشوف (مشاركة). مجلد واحد، دمشق.
- خارطة حلب الأثرية

وضعها هتنس جاوبة و اوجين فيرث ؛ عربها و دققها د.شوقي شعث.

### الأعمال المعرّبة
- علم الآثار والكتاب المقدس، كاثلين كينون، مشاركة، دار الجليل - دمشق.
- العموريون من هم وماهي مواطنهم، هاليدار.
- القدس الإسلامية في أعمال ماكس فان يرشيم، مشاركة مع زميلين، دمشق.

### الأعمال المحررة
- دراسات في تاريخ وآثار فلسطين، أربعة مجلدات، صدر منها الأعداد الثلاثة بالتعاون مع جامعة حلب، والمنظمة العربية للتربية والثقافة والعلوم ومركز الآثار والتراث الفلسطينية وصدر المجلد الرابع من قبل مركز الآثار والتراث الفلسطيني.
- نهر الذهب في تاريخ حلب للشيخ كامل الغزي (ثلاثة مجلدات) مشاركة مع زميل.
- شارك في تحرير وكتابة عدد من المقالات للموسوعة الفلسطينية والموسوعة العربية الكبرى بدمشق.